# José Mon y Chinchilla
José Mon y Chinchilla, VII conde del Pinar (San Juan de Luz, 1872-Treviso, enero de 1936) fue un noble y militante carlista español. 
Era hijo de Luis Gonzaga Mon y Velasco, ministro de Hacienda de Carlos de Borbón y Austria-Este en 1873 y 1874, durante la tercera guerra carlista, y sobrino del jesuita Padre Mon, confesor de Doña Margarita.
En su juventud desempeñó importantes puestos en el carlismo, entre ellos la presidencia de la Juventud tradicionalista de Madrid de 1907 a 1909. Posteriormente se trasladó a Italia junto a su hermana Matilde, que fue dama durante mucho tiempo de María Berta de Rohan en el Palacio de Loredán en Venecia.